# Scaparone
Scaparone is een plaats (frazione) in de Italiaanse gemeente Alba (CN).